# Sport Club Internacional (SP)

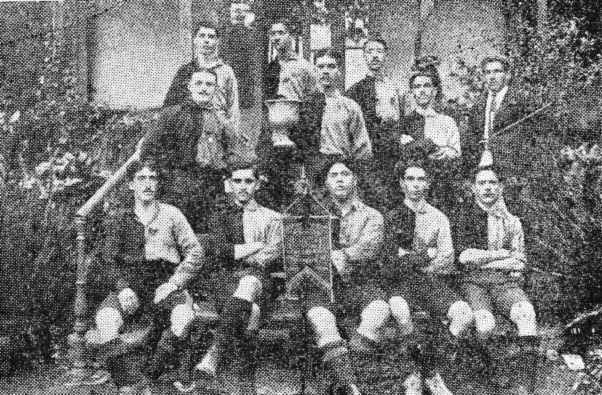
Imatge de l'equip.

L'Sport Club Internacional fou un club esportiu brasiler de la ciutat de São Paulo.
L'Sport Club Internacional va ser fundat el 19 d'agost de 1899. Guanyà dos cops el campionat paulista els anys 1907 i 1928. Disputà 370 partits de campionat entre 1902 i 1932. Problemes financers el portaren a fusionar-se amb Antarctica Futebol Clube el 1933. El nou club fou anomenat Clube Atlético Paulista. El club disputava els seus partits a l'Estadi da Floresta.

## Palmarès
- Campionat paulista:[5]
  - 1907, 1928
- Torneio Início Paulista:
  - 1928